# Boris Ioganson
Boris Władimirowicz Ioganson (ros. Борис Владимирович Иогансо́н, ur. 13 lipca?/25 lipca 1893 w Moskwie, zm. 25 lutego 1973 tamże) – radziecki malarz i pedagog, prezydent Akademii Sztuk Pięknych ZSRR (1957–1962), Bohater Pracy Socjalistycznej (1968).

## Życiorys
Był synem buchaltera kolejowego szwedzkiego pochodzenia. W latach 1912–1918 uczył się w moskiewskiej szkole malarstwa, rzeźbiarstwa i architektury (jego wykładowcami byli m.in. Abram Archipow, Konstantin Korowin i Nikołaj Kasatkin), podczas wojny domowej był oficerem w armii Kołczaka, później został malarzem-dekoratorem w teatrach Krasnojarska i Aleksandrii. W 1922 wstąpił do Stowarzyszenia Artystów Rewolucyjnej Rosji, potem zaczął tworzyć obrazy w stylu socrealistycznym, wychwalające rzeczywistość ZSRR w duchu oficjalnej partyjnej propagandy. W 1933 namalował Przesłuchanie komunistów, w 1937 W starej uralskiej fabryce, a w 1940 Lenin i Stalin – wodzowie Października. Podczas II wojny światowej przebywał na ewakuacji w Ałma-Acie, od 1943 należał do WKP(b), po wojnie wrócił do Moskwy, w 1950 namalował obraz Wystąpienie Lenina na 3 Zjeździe Komsomołu, za który otrzymał Nagrodę Stalinowską. W latach 1951–1954 był dyrektorem Galerii Tretiakowskiej, 1953–1958 wiceprezydentem, a 1958–1962 prezydentem Akademii Sztuk Pięknych ZSRR, później 1965–1968 I sekretarzem Związku Artystów ZSRR. Był deputowanym do Rady Najwyższej ZSRR 7 kadencji (1966–1970). Został pochowany na Cmentarzu Nowodziewiczym.

## Odznaczenia i nagrody
- Medal Sierp i Młot Bohatera Pracy Socjalistycznej (2 października 1968)
- Order Lenina (trzykrotnie)
- Order „Znak Honoru”
- Nagroda Stalinowska (dwukrotnie - 1941 i 1951)

I medale.